# Riihijärvi (sjö i Mänttä-Filpula, Birkaland)
Riihijärvi är en sjö i kommunen Mänttä-Filpula i landskapet Birkaland i Finland. Sjön ligger 119 meter över havet. Arean är 96 hektar och strandlinjen är 8,39 kilometer lång. Sjön  ingår i Kumo älvs huvudavrinningsområde.   Den ligger omkring 78 km norr om Tammerfors och omkring 230 km norr om Helsingfors. 
I sjön finns ön Kutusaari. Den skiljs från Rantalajärvi genom ett smalt näs.